# Внутренняя клеточная масса
Внутренняя клеточная масса (ВКМ) (англ. Inner cell mass, ICM), эмбриобласт (др.-греч. έμβρυον — «зародыш» и βλαστος — «росток, зачаток»), тж. архибласт — совокупность клеток в раннем эмбриогенезе млекопитающих на стадии бластоцисты. Начинает формироваться до имплантации зародыша в эндометрий матки. Располагается в полости бластоцисты у одного из её полюсов, под трофобластом.
После имплантации внутренняя клеточная масса развивается в так называемый зародышевый диск, который расщепляется на два слоя: эпибласт и гипобласт. Эпибласт даёт начало зародышевым листкам будущего новорожденного млекопитающего, а также участвует в образовании внезародышевых оболочек: эктодерме и мезодерме амниона, мезодерме хориона, энтодерме аллантоиса. Гипобласт участвует в образовании энтодермы желточного мешка.
Внутренняя клеточная масса бластоцист до имплантации — может служить источником эмбриональных стволовых клеток.